# Epeolus aureovestitus
Epeolus aureovestitus är en biart som beskrevs av Dours 1873. Epeolus aureovestitus ingår i släktet filtbin, och familjen långtungebin. Inga underarter finns listade i Catalogue of Life.